# Association française d'agronomie
Pour les articles homonymes, voir AFA.
L’Association française d'agronomie (Afa) est une association créée le 23 octobre 2008 dans le but de « fédérer les agronomes des différents secteurs de la recherche, de la formation, du développement et de la pratique, afin d'affirmer la volonté des agronomes de relever les nouveaux défis du XXIe siècle ».